# Club Atlético Progreso
El Club Atlético Progreso és un club de futbol uruguaià, de la ciutat de Montevideo. Va ser fundat el 1917 i juga a la Primera divisió uruguaiana.

## Història
Format al barri de La Teja, va adquirir els seus colors de la Bandera de Catalunya, a causa de la identificació d'aquesta regió amb l'anarquisme. Una altra versió, igualment acceptada, explica que la similitud amb la bandera catalana es deu a l'arribada d'immigrants d'aquest país, moments previs a la fundació de l'equip.
Prèviament es va usar el vermell i negre, color oficial de l'anarquisme, i la primera samarreta era blanca i negra per la seva afiliació anarquista. El seu màxim èxit esportiu va ser la conquesta del Campionat uruguaià de futbol de Primera Divisió, el 1989. El seu president era l'actual president uruguaià, Tabaré Vázquez. Va participar dues vegades en la Copa Libertadores de América, en els anys 1987 (eliminat a la Primera Fase) i 1990 (eliminat a la Segona Fase).
L'any 1926 es va signar la documentació per la qual els terrenys delimitats pels carrers Emilio Romero i Concordia (propietat de l'Administració Nacional de Ports) serien concedits a Progrés. Diversos anys després del seu debut, a la temporada 1927, Progrés comença a jugar amb la seva tradicional casaca: la samarreta groga i vermella a franges (la qual es considera que prové de la bandera de Catalunya).

## Evolució de l'uniforme
- Uniforme titular: Samarreta a franges verticals vermelles i grogues, pantalons i mitjons negres.
- Uniforme alternatiu: Samarreta vermella, pantaló negre, mitjons vermells.

| 1917-1927 | 1927-actualitat | 2005 visitant | 2006 visitant |

## Jugadors destacats
| - Marcelo Fabián Alexandrovicius - Danilo Asconeguy Ruiz - Héctor Walter Burguez Balsas - Claudio Fabián Cabrera Pérez - Néstor Fabián Canobbio - Diego Enrique Casado Carrizo - Pedro Catalino Pedrucci - Nelson Crossa - Luciano Ángel De Bruno - Jorge Aníbal Díaz Olivera - Gustavo Flores - Paolo Daniel Frangipane - César Daniel Garipe - Rodrigo Iván Gómez Gómez - Víctor Manuel González - Ramón Darío Larrosa de los Santos - Maximiliano Lombardi - Luis Eduardo Maldonado Presa - Denis Fabián Manzzi Rivero - Hugo Maradona - Agustín Márquez Cancela - Wilson Gabriel Martirena Gómez |  | - Heber Javier Méndez Leiva - Roberto Javier Mina Mercado - Lucas Andrés Nardi - Raúl Antonio Olivera González - Ignacio Sebastián Palermo Gularte - Nelson Pablo Pedetti Acuña - Diego Martín Pintos Ramos - Mario Sergio Piñeyro Rodríguez - Jonathan Alberto Piriz Palacio - Julio César Ramírez Villa - Leonardo Ramos - Mathías Riquero - Juan Román Rottondo Diana - Ángel Gabriel Salato Álvarez - Francisco Amado Salomón Varela - Rodrigo Sanguinetti - Néstor Fabián Silva Fros - Sergio Eduardo Silvera - Christian Jonathan Yaguno Paysse |

## Estadi
Juga com a local al Parque Abraham Paladino, fundat el 24 de setembre de 1957, amb una capacitat de 8.000 persones.

## Palmarès

### Torneigs nacionals
- Primera divisió uruguaiana (1): 1989
- Segona divisió uruguaiana (3): 1945, 1979, 2006
- Divisional Intermèdia de Futbol de l'Uruguai (6): 1938, 1939, 1956, 1963, 1975, 1978
- Torneig Competència (1): 1985

### Torneigs internacionals
Una victòria a la Copa Los Dos Regresos, amb resultat de 2 a 1 sobre Nueva Chicago (jugat a Mataderos).